# Walter Dunz (Richter)
Walter Dunz (* 11. Juli 1915 in Stuttgart; † 20. August 1996) war ein deutscher Jurist und Richter am Bundesgerichtshof.

## Leben
Dunz, Sohn des gleichnamigen Ministerialbeamten Walter Dunz und evangelischer Konfession, studierte von 1934 bis 1939 Rechtswissenschaften an der Eberhard Karls Universität Tübingen. Er war seit 1934 Mitglied der Studentenverbindung AV Igel Tübingen.
Er war von 1968 bis 1983 Richter am Bundesgerichtshof.